# Taça de Angola de Hóquei em Patins de 2015
A Taça de Angola de Hóquei em Patins é a segunda maior competição de hóquei em patins em Angola, e é disputada por todos os clubes Angolanos.

## Pré-Eliminatória
| Equipe 1         | Total | Equipe 2                  | 1.º jogo | 2.º jogo |
| ---------------- | ----- | ------------------------- | -------- | -------- |
| Estado Maior     | 13–6  | Exército                  | 6–2      | 7–4      |
| 1º Agosto        | 8–3   | Sagrado Coração de Jesus  | 6–2      | 2–1      |
| Académica Lobito | 4–31  | Académica Clube de Luanda | 1–17     | 3–14     |

## Grupo Final
| Time                      | J | V | E | D | GP | GC | SG  | Pts |
| ------------------------- | - | - | - | - | -- | -- | --- | --- |
| 1º Agosto                 | 2 | 2 | 0 | 0 | 11 | 1  | +10 | 6   |
| Académica Clube de Luanda | 2 | 1 | 0 | 1 | 12 | 2  | +10 | 3   |
| Estado Maior              | 2 | 0 | 0 | 2 | 2  | 22 | −20 | 0   |

|                           | 1ºA | ACL | E M  |
| ------------------------- | --- | --- | ---- |
| 1º Agosto                 | —   | 1–0 | 10–1 |
| Académica Clube de Luanda | —   | —   | 12–1 |
| Estado Maior              | —   | —   | —    |

### Final
| 28.10.2015 | 1º Agosto                                     | 4-5 | Académica Clube de Luanda                         | Pavilhão Cidadela |
| 18:30      | 1-0 Paizinho 2-1 Nari 3-2 Nari 4-3 Rui Miguel |     | 1-1 Martin Payero 2-2 Big 3-3 " Didi" 4-5 " Didi" |                   |

| Académica Clube de Luanda (2º) |
|                                |

## Ligações Externas

### Sítios Angolanos
- Federação Angolana de Hóquei Patins
- Petro de Luanda
- Primeiro de Agosto
- jornaldosdesportos
- ANGOP, Angência Angola Press com atualidade do Hóquei Patins neste País

### Internacional
- Ligações ao Hóquei em todo o Mundo
- Mundook-Actualidade Mundial do Hóquei Patinado
- desporto.sapo